# Datis
Datis, Datys lub Dates (stgr. Δάτης) – jeden z dowódców w wojskach wielkiego króla perskiego Dariusza I.
Z pochodzenia był Medem (lud spokrewniony z Persami). Brał udział w tłumieniu powstania jońskiego, być może w ekspedycji morskiej przeciwko Rodos w 495 p.n.e. i możliwe, że był dowódcą floty perskiej podczas decydującej bitwy u przylądka Lade w 494 p.n.e.
W 490 p.n.e. dowodził razem z Artafernesem flotą perską podczas pierwszej wojny Persów z Grekami. W trakcie tej kampanii zdobył Naksos, Delos oraz Eretrię. Kulminacyjnym punktem wyprawy była bitwa pod Maratonem w pobliżu miasta Maraton ok. 40 km od Aten. Persowie zostali w niej pokonani przez wojska ateńskie, którymi dowodził Miltiades i wycofali się z Grecji. Zachowali jednak zdobyte wyspy na Morzu Egejskim i prawdopodobnie król Dariusz I nie traktował ekspedycji jako porażki – Artafernes i być może Datis nie utracili jego przychylności.
Według relacji zwykle mało wiarygodnego Ktezjasza Datis zginął pod Maratonem, jednak nie ma możliwości zweryfikowania tej informacji.
Datis miał dwóch synów: Harmamitresa i Titaeusa, którzy dowodzili jazdą podczas wyprawy Kserksesa I do Grecji w 480 p.n.e.